# جهل

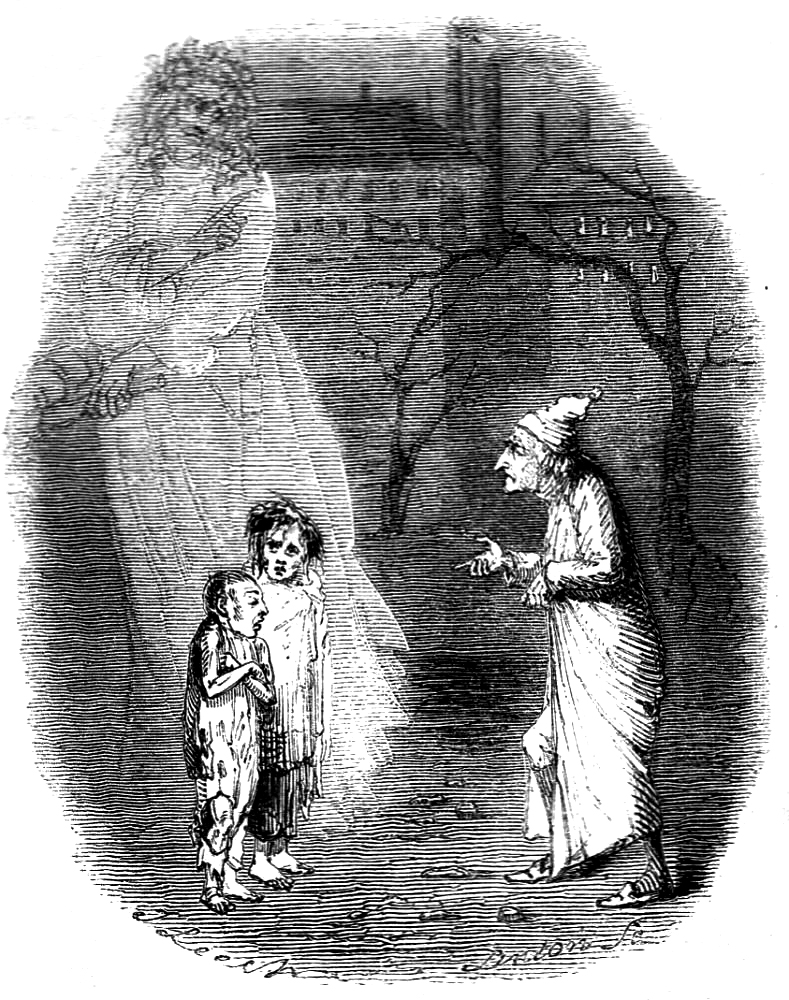

الجهل هو عكس العلم وجهل الأمر يعني خفي عنه، والفاعل منه جاهل والمفعول مجهول.

## الجهل في الاصطلاح العلمي
ويقسم إلى ثلاثة أقسام

### جهل بسيط
هو فهم مسألة ما دون إحاطة كاملة.

### جهل كامل
وهو خلاف العلم بالمسألة أي إن صاحبها لايعلم من المسألة شيئا.

### جهل مركب
وهو أسوء أنواع الجهل، وهو الاِعْتِقَادُ الجَازِمُ بِمَا لاَ يَتَّفِقُ مَعَ الحَقِيقَةِ، إِذْ يَعْتَقِدُ الْمَرْءُ عَاِرفاً عِلْماً وَهُوَ عَكْسُ ذَلِكَ. وهو تعبيرٌ أُطلِقَ على من لا يسلِّم بجهله، ويدَّعى ما لا يعلم.

## استخدام عبارة الجهل
عامة الناس يستخدمونها فيمن لاعلم له بمسألة يجادل فيها، فيقال هذا جاهل بالأمر، وعند العامة يسمى الأطفال جهالا، لعدم وعيهم وقلة علمهم.
ولكن استخدم القرآن الكريم لفظ الجهل بمعنى الاعتقاد الفاسد علميا ومنطقيا وفطريا، أما ما هو عكس العلم في القرآن الكريم فهو اللاعلم أي فراغ النفس من العلم بشيء ما أو نقص العلم حوله.
الجهل في الاستخدام القرآني عكس الحلم والحكمة والعقل. وهو يعني تحكيم القوة : أحلامنا تزن الجبال رزانة. وتخالنا جنا إذا ما نجهل.
ألا لا يجهلن أحد علينا. فنجهل فوق جهل الجاهلين. ﴿أفحكم الجاهلية يبغون﴾ ومن هنا سميت الفترة ما قبل الإسلام بالجاهلية، لأنها كانت فترة تحكيم القوة والعصبية القبلية أي حكم القوي على الضعيف. ولكن بمرور الوقت أصبحت بمعنى عدم المعرفة، باعتبار أن العرب قبل الإسلام كانوا لا يملكون كتابا يعلمهم الحكمة
فمثلا عدم العلم بماهية الثقوب السوداء هو لاعلم بها، أما الادعاء بأنها قطع معدنية تحوم بالفضاء فهذا جهل. كذلك عند السؤال عن كم يساوي جمع العددين 6، 7 وعدم الإجابة هو لاعلم، وإذا أجيب مثلا بـ 18 فهذا جهل.
والقرآن الكريم ذم الجهلاء وتوعدهم بالجحيم أما الذين لا يعلمون فحضهم على العلم فقط، ولم يذمهم ولكن لم يسو بينهم وبين العالِمين، فجعل العالِمين أكبر درجات من الذين لا يعلمون.

## معاني الجهل في القرآن الكريم
السفه ورواية الكذب عن الله تعالى:
في قوله تعالى: {وَإذْ قَالَ مُوسَى لِقَوْمِهِ إنَّ اللَّهَ يَأْمُرُكُمْ أَن تَذْبَحُوا بَقَرَةً قَالُوا أَتَتَّخِذُنَا هُزُوًا قَالَ أَعُوذُ بِاللَّهِ أَنْ أَكُونَ مِنَ الْـجَاهِلِينَ} [البقرة: 67]، يعني: أعوذ بالله أن أكون من السفهاء الذين يروون عن الله عز وجل الكذب والباطل.
اعتقاد الشيء على خلاف ما هو عليه:
في قوله تعالى: {يَحْسَبُهُمُ الْـجَاهِلُ أَغْنِيَاءَ مِنَ التَّعَفُّفِ} [البقرة: 273]، أي: يعتقد الذي لا يعرف حالهم أنهم أغنياء من تعففهم عن المسألة، وتركهم التعرض لما في أيدي الناس، صبراً منهم على البأساء والضراء.
المعصية:
في قوله تعالى: {إنَّمَا التَّوْبَةُ عَلَى اللَّهِ لِلَّذِينَ يَعْمَلُونَ السُّوءَ بِجَهَالَةٍ} [النساء: 17]، أي: كل من عصى ربه عز وجل فهو جاهل، حتى ينزع عن معصيته.
وقوله تعالى: {وَإلَّا تَصْرِفْ عَنِّي كَيْدَهُنَّ أَصْبُ إلَيْهِنَّ وَأَكُن مِّنَ الْـجَاهِلِينَ} [يوسف: ٣٣]، أي: وإن لم تدفع عني كيدهن أميل إليهن، وأكن من الذين خالفوا أمرك ونهيك وأركب معصيتك.
الهداية والضلال بمشيئة الله:
في قوله تعالى: {وَلَوْ أَنَّنَا نَزَّلْنَا إلَيْهِمُ الْـمَلائِكَةَ وَكَلَّمَهُمُ الْـمَوْتَى وَحَشَرْنَا عَلَيْهِمْ كُلَّ شَيْءٍ قُبُلًا مَّا كَانُوا لِيُؤْمِنُوا إلَّا أَن يَشَاءَ اللَّهُ وَلَكِنَّ أَكْثَرَهُمْ يَجْهَلُونَ} [الأنعام: ١١١]، أي: يحسب المشركون أن الإيمان إليهم والكفر بأيديهم، متى شاؤوا آمنوا ومتى شاؤوا كفروا، وليس ذلك كذلك، ذلك بيد الله عز وجل، لا يؤمن منهم إلا من هداه فوفقه، ولا يكفر إلا من خذله عن الرشد فأضله.
خلاف العلم:
في قوله تعالى: {قَالُوا يَا مُوسَى اجْعَل لَّنَا إلَهًا كَمَا لَهُمْ آلِهَةٌ قَالَ إنَّكُمْ قَوْمٌ تَجْهَلُونَ} [الأعراف: 138]، ومعناه: إنكم أيها القوم لا تعلمون عظمة الله عز وجل وواجب حقه عليكم، ولا تعلمون أنه لا تجوز العبادة لشيء سوى الله جل ذكره الذي له ملك السماوات والأرض.
وقوله تعالى: {إنَّا عَرَضْنَا الأَمَانَةَ عَلَى السَّمَوَاتِ وَالأَرْضِ وَالْـجِبَالِ فَأَبَيْنَ أَن يَحْمِلْنَهَا وَأَشْفَقْنَ مِنْهَا وَحَمَلَهَا الإنسَانُ إنَّهُ كَانَ ظَلُومًا جَهُولًا} [الأحزاب: 72]، أي: الأصل فيه عدم العلم وميله إلى ما يهواه من الشر.
القول بخلاف الحق:
في قوله تعالى: {خُذِ الْعَفْوَ وَأْمُرْ بِالْعُرْفِ وَأَعْرِضْ عَنِ الْـجَاهِلِينَ} [الأعراف: 199]، هذا أمر من الله جل ثناؤه لنبيه صلى الله عليه وسلم أن يعرض عمن قال خلاف الحق.
فعل الشيء على خلاف ما حقه أن يفعل:
في قوله تعالى: {وَلُوطًا إذْ قَالَ لِقَوْمِهِ أَتَأْتُونَ الْفَاحِشَةَ وَأَنتُمْ تُبْصِرُونَ 54 أَئِنَّكُمْ لَتَأْتُونَ الرِّجَالَ شَهْوَةً مِّن دُونِ النِّسَاءِ بَلْ أَنتُمْ قَوْمٌ تَجْهَلُونَ} [النمل: 54، 55]، أي: إنكم قوم سفهاء جهلة بحق الله تعالى عليكم، خالفتم الفطرة التي فطر الله الناس عليها وهي زواج الذكور بالإناث، وتأتون الرجال شهوة وإسرافاً من دون النساء، فخالفتم بذلك أمره، وعصيتم رسوله.
عدم معرفة ما هم عليه من المضرة:
في قوله تعالى: {قَالَ إنَّمَا الْعِلْمُ عِندَ اللَّهِ وَأُبَلِّغُكُم مَّا أُرْسِلْتُ بِهِ وَلَكِنِّي أَرَاكُمْ قَوْمًا تَجْهَلُونَ} [الأحقاف: 23]، أي: أنا رسول الله تعالى إليكم أبغلكم عنه ما أرسلني به من الرسالة، ولكن تجهلون مواضع حظوظ أنفسكم، ولا تعرفون مقدار ما يلحقكم من المضرة بعبادتكم غير الله عز وجل، وفي استعجال عذابه.